# Ramecourt (Vosges)
Ramecourt é uma comuna francesa na região administrativa do Grande Leste, no departamento de Vosges. Estende-se por uma área de 3.26 km². Em 2010 a comuna tinha 193 habitantes (densidade: 59,2 hab./km²).